# Colette beschließt zu sterben
Colette beschließt zu sterben (jap. コレットは死ぬことにした Colette wa Shinu Koto ni Shita) ist eine Manga-Serie von Mangaka Alto Yukimura, die von 2013 bis 2020 in Japan erschien.

## Inhalt
Die junge Ärztin Colette ist als einzige Medizinerin in ihrer Stadt ständig beschäftigt und muss sich immer um alles und jeden kümmern, ohne dass sie eine Pause bekommt. Schließlich ist sie so überarbeitet, dass sie in ihrer Verzweiflung beschließt zu sterben und in einen Brunnen springt. Doch in der Unterwelt angekommen, wird sie zu deren Herrscher Hades geführt. Da er an einem Fieber leidet, soll sie nun seine Ärztin werden und ihr Schicksal aus dem Leben fortsetzen. Da sie einen Patienten, sei er auch eine Gottheit, nicht im Stich lässt, sorgt sie für Hades. So kommt sie dem Gott in Gestalt eines jungen Mannes mit der Zeit näher und lernt den Alltag in der Unterwelt kennen und was es mit den hier ankommenden Seelen auf sich hat.

## Veröffentlichungen
Der Manga wurde in Japan von November 2013 bis Oktober 2020 im Magazin Hana to Yume veröffentlicht. Dessen Verlag Hakusensha veröffentlichte die Kapitel auch gesammelt in 20 Bänden. Von diesen gelangten unter anderem der siebte und der elfte Band mit über 40.000 beziehungsweise über 44.000 Verkäufen in zwei Wochen in die japanischen Manga-Charts. Zur Feier des letzten Bandes wurde im Magazin ein Zusatzkapitel veröffentlicht und eine Fortsetzung unter dem Titel Colette Decides to Die -Marriage Arc- angekündigt.
Eine deutsche Fassung wurde im Dezember 2021 angekündigt, als in Japan der letzte Sammelband erschien. Die Übersetzung von Rahel Niedermann wird seit April 2022 von Altraverse in bisher 18 Bänden herausgegeben (Stand Februar 2025).